# Parodia oxycostata
Parodia oxycostata är en kaktusväxtart som först beskrevs av Albert Frederik Hendrik Buining och Brederoo, och fick sitt nu gällande namn av Hofacker. Parodia oxycostata ingår i släktet Parodia och familjen kaktusväxter.

## Underarter
Arten delas in i följande underarter:
- P. o. gracilis
- P. o. oxycostata

## Bildgalleri

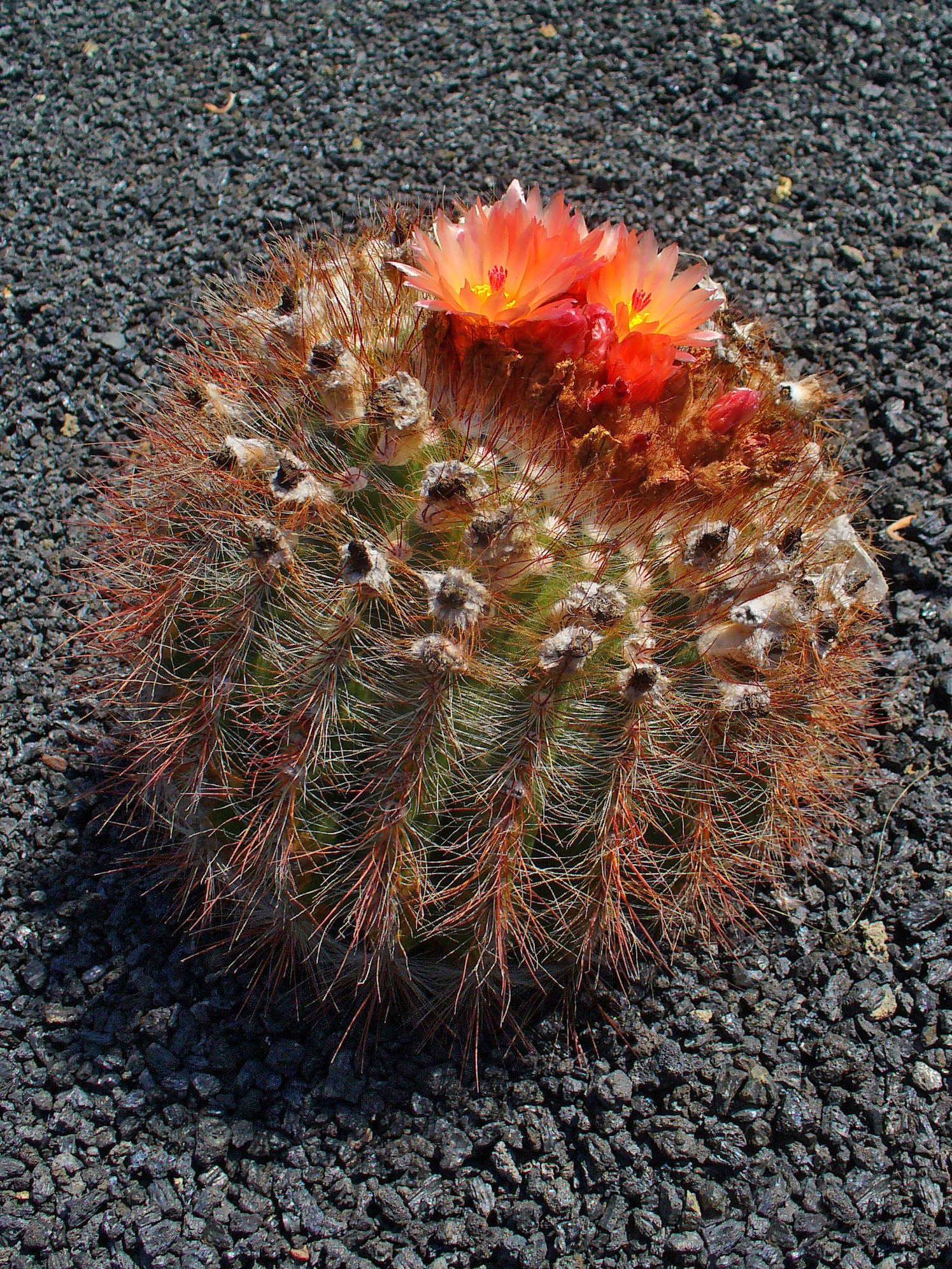
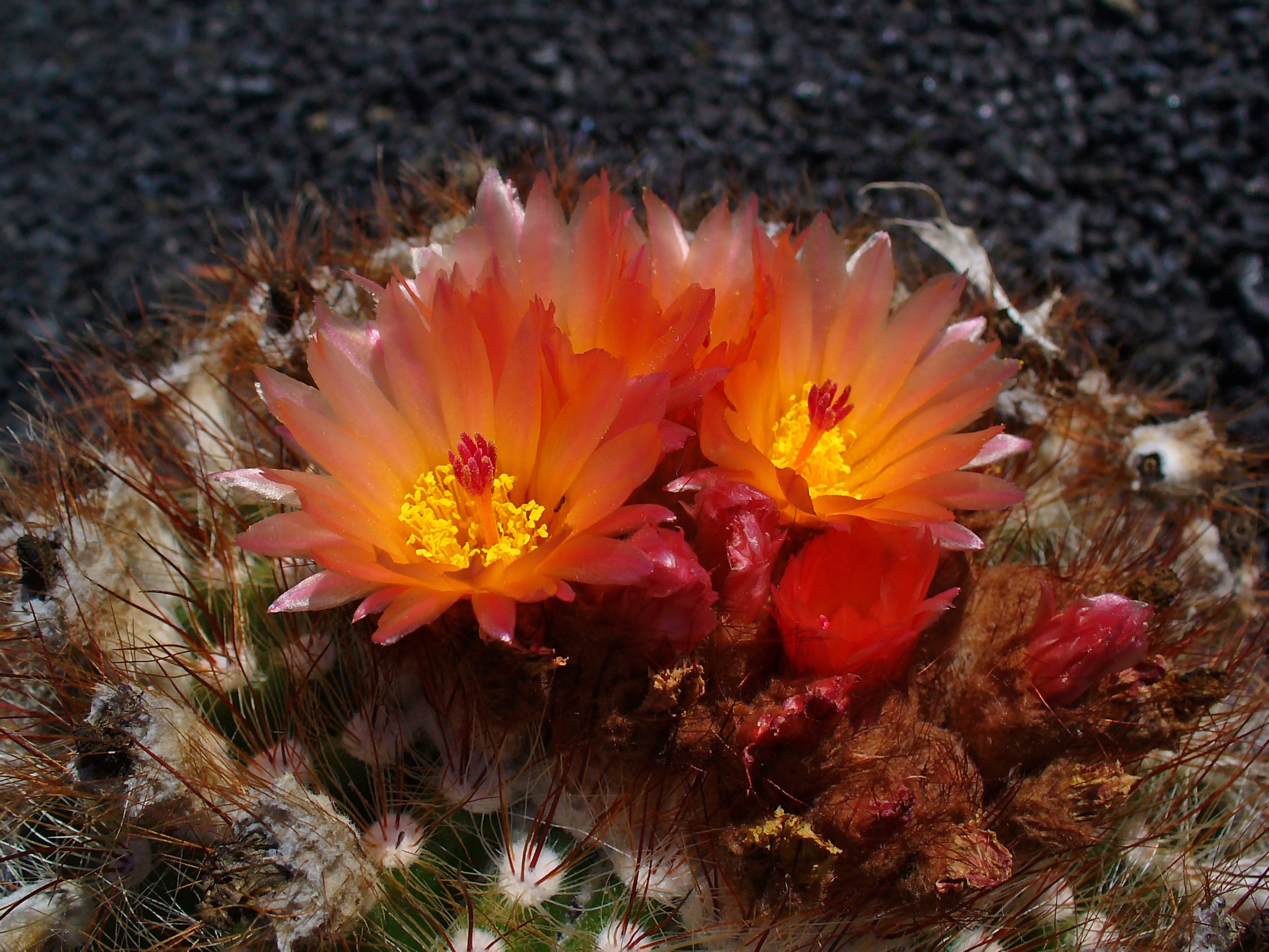
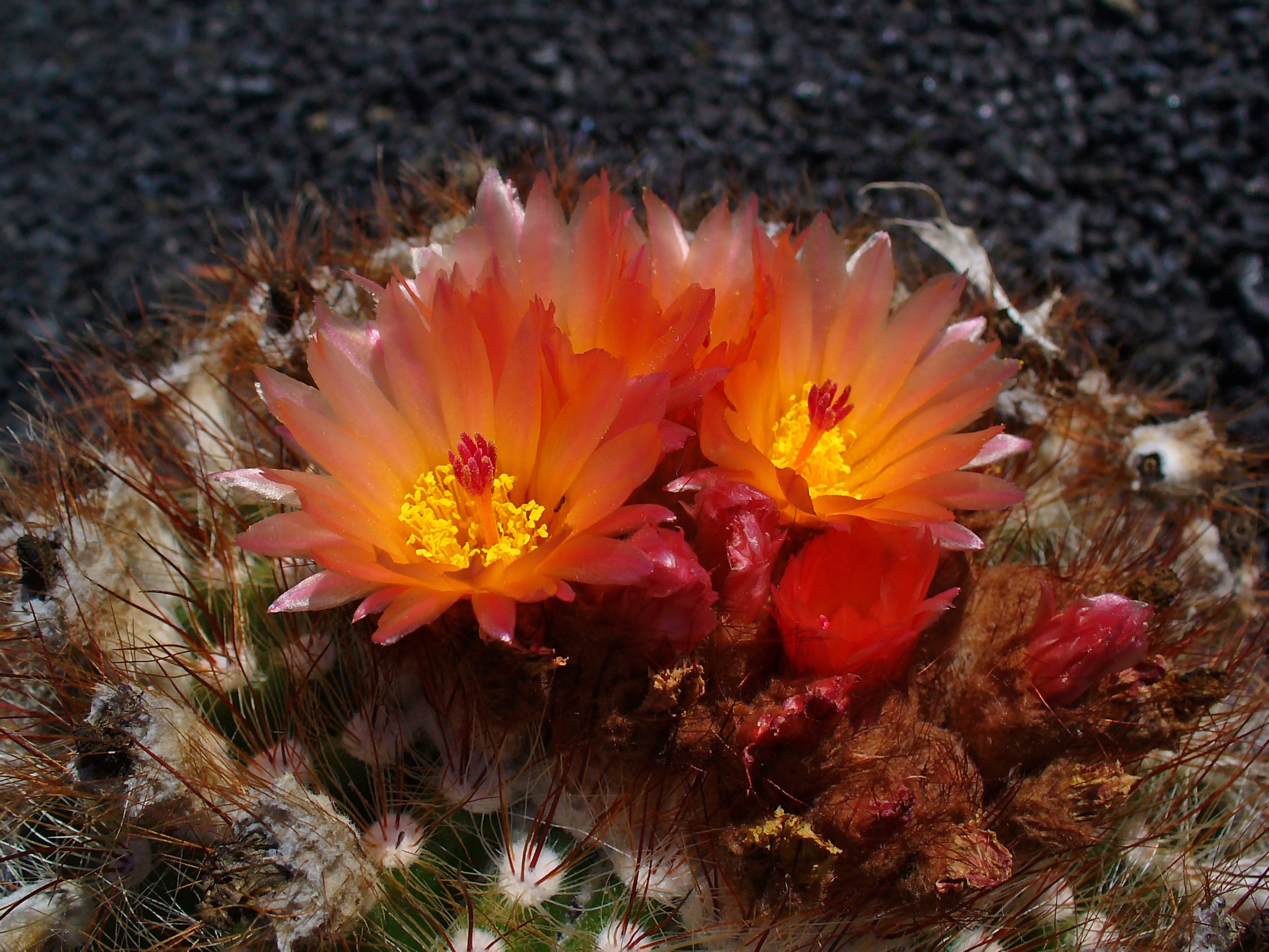
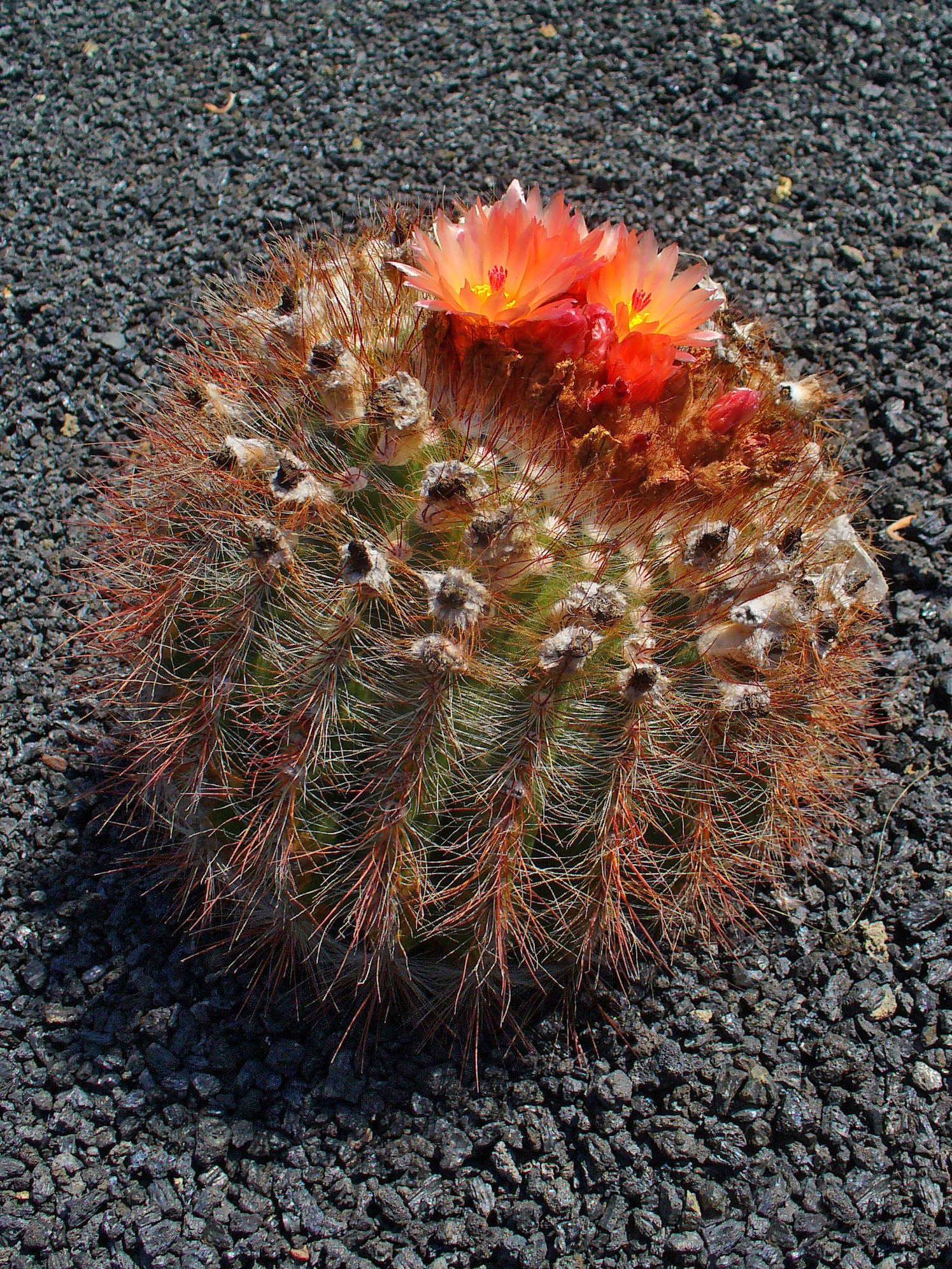